# Liściolot
Liściolot (Phyllonycteris) – rodzaj ssaków z podrodziny jęzorników (Glossophaginae) w obrębie rodziny liścionosowatych (Phyllostomidae).

## Rozmieszczenie geograficzne
Rodzaj obejmuje gatunki występujące na Antylach (Kuba, Jamajka i Haiti).

## Morfologia
Długość ciała (bez ogona) 72–87 mm, długość ogona 6–18 mm, długość ucha 12–18 mm, długość tylnej stopy 16–20 mm, długość przedramienia 43–51 mm; masa ciała 14–29 g.

## Systematyka
Rodzaj zdefiniował w 1861 roku niemiecko-kubański przyrodnik Juan Cristóbal Gundlach w artykule zatytułowanym Opisany rodzaj nietoperzy z Kuby Phyllonycteris, opublikowanym w czasopiśmie „Monatsberichte der Königlichen Preussische Akademie des Wissenschaften zu Berlin”. Gundlach wymienił dwa gatunki – Phyllonycteris poeyi J. Gundlach, 1861 i  Phyllonycteris sezekorni J. Gundlach, 1861 – z których gatunkiem typowym jest (oryginalne oznaczenie) Phyllonycteris poeyi Gundlach, 1861 (liściolot kubański).

### Etymologia
- Phyllonycteris: gr. φυλλον phullon ‘liść’; νυκτερις nukteris, νυκτεριδος nukteridos ‘nietoperz’[9].
- Reithronycteris (Rhithronycteris): gr. ρειθρον reithron ‘kanał, koryto’; νυκτερις nukteris, νυκτεριδος nukteridos ‘nietoperz’[10]. Gatunek typowy (oryginalne oznaczenie): Reithronycteris aphylla G.S. Miller, 1898.

### Podział systematyczny
Do rodzaju należą następujące występujące współcześnie gatunki:
| Grafika | Gatunek                | Autor i rok opisu   | Nazwa zwyczajowa   | Podgatunki         | Rozmieszczenie geograficzne | Podstawowe wymiary                                       | Status IUCN |
| ------- | ---------------------- | ------------------- | ------------------ | ------------------ | --- | -------------------------------------------------------- | ----------- |
|         | Phyllonycteris aphylla | (G.S. Miller, 1898) | liściolot jamajski | gatunek monotypowy | endemit Jamajki: obecnie znana jest tylko z jednej jaskini (Portland) | DC: 7,2–7,6 cm DO: 0,7–1 cm DP: 4,4–4,8 cm MC: 14–15 g   | CR          |
|         | Phyllonycteris poeyi   | J. Gundlach, 1861   | liściolot kubański | 2 podgatunki       | Kuba (wraz z wyspą Isla de la Juventud), Haiti i Dominikana; 2 prawdopodobnie zabłąkane osobniki odnotowano na Florida Keys (Stany Zjednoczone); zakres wysokości: 0–1700 m n.p.m. | DC: 7,5–8,7 cm DO: 0,6–1,8 cm DP: 4,3–5,1 cm MC: 15–29 g | LC          |

Kategorie IUCN:  LC  – gatunek najmniejszej troski,  CR  – gatunek krytycznie zagrożony.
Opisano również gatunek wymarły znany ze szczątków subfosylnych z obszaru Portoryko:
- Phyllonycteris major Anthony, 1917 – liściolot portorykański